# Supratours
Supratours est une filiale du Groupe ONCF, exploitant des lignes d'autocars longue distance au Maroc. La quasi-exclusivité de son réseau est organisé autour de la ville de Marrakech.
En dehors des lignes régulières, des services ponctuels ou touristiques de transport par autocar sont également proposés sur l'ensemble du territoire du Royaume.

## Réseau actuel
En 2014, Supratours offre les liaisons régulières suivantes :
- Marrakech - Agadir
- Marrakech - Tiznit
- Marrakech - Bouizakarne
- Marrakech - Guelmim
- Marrakech - Assa
- Marrakech - Zag
- Marrakech - Tan Tan
- Marrakech - Smara
- Marrakech - Tarfaya
- Marrakech - Laayoune
- Marrakech - Boujdour
- Marrakech - Dakhla
- Marrakech - Ouarzazate
- Marrakech - El Kelaa Mgouna
- Marrakech - Tinerhir
- Marrakech - Essaouira
- Asilah - Tetouan

## Matériel roulant
En 2014, Supratours dispose d'un parc d'autocars d'environ 250 véhicules.